# Barichneumon syriator
Barichneumon syriator là một loài tò vò trong họ Ichneumonidae.